# Naisten I-divisioona 2015
La Naisten I-divisioona 2015 è stata la 7ª edizione del campionato di football americano di secondo livello femminile, organizzato dalla SAJL.

## Squadre partecipanti
| Club                | Città       | Stadio | Sponsor ufficiale | Risultato nella stagione 2014 |
| ------------------- | ----------- | ------ | ----------------- | ----------------------------- |
| Hämeenlinna Huskies | Hämeenlinna |        |                   |                               |
| Helsinki Wolverines | Helsinki    |        |                   |                               |
| Hyvinkää Falcons    | Hyvinkää    |        |                   |                               |
| Joensuu Wolves      | Joensuu     |        |                   |                               |
| Kouvola Indians     | Kouvola     |        |                   |                               |
| Kuopio Steelers     | Kuopio      |        |                   |                               |
| Mikkeli Bouncers    | Mikkeli     |        |                   |                               |
| Porvoon Butchers    | Porvoo      |        |                   |                               |
| Raisio Oakladies    | Raisio      |        |                   |                               |

## Stagione regolare

### Calendario

#### 1ª giornata
| Mikkeli 16 maggio 2015, ore 12:00 | Mikkeli Bouncers | 6 – 26 | Kouvola Indians | Urpolan tekonurmi |

| Joensuu 16 maggio 2015, ore 12:00 | Joensuu Wolves | 0 – 74 | Hyvinkää Falcons | Koilispuiston Tekonurmi |

| Kuopio 16 maggio 2015, ore 14:00 | Kuopio Steelers | 62 – 24 | Porvoon Butchers | Väinölänniemen stadion |

| Hämeenlinna 16 maggio 2015, ore 16:00 | Hämeenlinna Huskies | 42 – 6 | Helsinki Wolverines | Pullerin jalkapallokentä |

#### 2ª giornata
| Hyvinkää 23 maggio 2015, ore 13:00 | Hyvinkää Falcons | 38 – 0 (8-0 6-0 16-0 8-0) referto | Raisio Oakladies | Kankurin kenttä (102 spett.)\| Arbitro: \| J. Rontu \| |
| Arbitro:                           | J. Rontu         |                                   |                  |                                                        |

| Mikkeli 24 maggio 2015, ore 14:30 | Mikkeli Bouncers | 8 – 45 | Kuopio Steelers | Urpolan tekonurmi |

| Kouvola 24 maggio 2015, ore 16:00 | Kouvola Indians | 24 – 14 | Porvoon Butchers | Kuusankosken urheilupuisto |

| Hämeenlinna 24 maggio 2015, ore 16:00 | Hämeenlinna Huskies | 62 – 0 | Joensuu Wolves | Kaurialan yleisurheilukenttä |

#### 3ª giornata
| Porvoo 31 maggio 2015, ore 13:00 | Porvoon Butchers | 78 – 0 | Joensuu Wolves | Myllymäen kenttä |

| Kuopio 31 maggio 2015, ore 14:00 | Kuopio Steelers | 80 – 0 | Raisio Oakladies | Väinölänniemen stadion |

| Mikkeli 31 maggio 2015, ore 13:00 | Mikkeli Bouncers | 20 – 0 | Hyvinkää Falcons | Urpolan tekonurmi |

| Helsinki 31 maggio 2015, ore 18:00 | Helsinki Wolverines | 6 – 52 | Kouvola Indians | Brahen kenttä |

#### 4ª giornata
| Kuopio 6 giugno 2015, ore 13:00 | Kuopio Steelers | 63 – 0 | Helsinki Wolverines | Kuopion Keskuskentän tekonurmi |

| Kouvola 6 giugno 2015, ore 12:00 | Kouvola Indians | 22 – 48 (14-14 0-6 8-14 0-14) referto | Hämeenlinna Huskies | Kuusankosken urheilupuisto\| Arbitro: \| N. Bonam \| |
| Arbitro:                         | N. Bonam        |                                       |                     |                                                      |

| Porvoo 7 giugno 2015, ore 13:00 | Porvoon Butchers | 48 – 0 | Raisio Oakladies | Porvoon Pallokenttä |

| Joensuu 7 giugno 2015, ore 16:30 | Joensuu Wolves | 0 – 76 | Mikkeli Bouncers | Mehtimäen tekonurmi |

#### 5ª giornata
| Hyvinkää 13 giugno 2015, ore 14:00 | Hyvinkää Falcons | 6 – 26 (6-0 0-14 0-6 0-6) referto | Kouvola Indians | Perttulan kenttä (78 spett.)\| Arbitro: \| J. Rontu \| |
| Arbitro:                           | J. Rontu         |                                   |                 |                                                        |

| Hämeenlinna 13 giugno 2015, ore 16:00 | Hämeenlinna Huskies | 30 – 0 | Kuopio Steelers | Pullerin jalkapallokentä |

| Helsinki 14 giugno 2015, ore 11:00 | Helsinki Wolverines | 0 – 46 | Porvoon Butchers | Brahen kenttä |

| Raisio 14 giugno 2015, ore 16:30 | Raisio Oakladies | 0 – 58 | Mikkeli Bouncers | Raision urheilukeskus |

#### 6ª giornata
| Kuopio 4 luglio 2015, ore 12:00 | Kuopio Steelers | 42 – 12 | Kouvola Indians | Väinölänniemen stadion |

| Raisio 4 luglio 2015, ore 17:00 | Raisio Oakladies | 6 – 28 | Hämeenlinna Huskies | Raision urheilukeskus |

| Porvoo 5 luglio 2015, ore 12:00 | Porvoon Butchers | 38 – 8 | Hyvinkää Falcons | Porvoon Pallokenttä |

| Joensuu 5 luglio 2015, ore 17:00 | Joensuu Wolves | 14 – 18 | Helsinki Wolverines | Mehtimäen tekonurmi |

#### 7ª giornata
| Kuopio 11 luglio 2015, ore 12:00 | Kuopio Steelers | 54 – 6 | Hyvinkää Falcons | Väinölänniemen stadion |

| Porvoo 11 luglio 2015, ore 13:00 | Porvoon Butchers | 6 – 8 | Hämeenlinna Huskies | Porvoon Pallokenttä |

| Raisio 12 luglio 2015, ore 14:00 | Raisio Oakladies | 0 – 22 | Joensuu Wolves | Raision urheilukeskus |

| Mikkeli 12 luglio 2015, ore 14:30 | Mikkeli Bouncers | 26 – 0 | Helsinki Wolverines | Urpolan tekonurmi |

#### 8ª giornata
| Hyvinkää 18 luglio 2015, ore 11:00 | Hyvinkää Falcons | 60 – 12 | Helsinki Wolverines | Kankurin kenttä |

| Kouvola 18 luglio 2015, ore 12:00 | Kouvola Indians | 54 – 0 | Raisio Oakladies | Sarkolan tekonurmi |

| Joensuu 18 luglio 2015, ore 12:00 | Joensuu Wolves | 0 – 71 | Kuopio Steelers | Mehtimäen tekonurmi |

| Hämeenlinna 19 luglio 2015, ore 16:00 | Hämeenlinna Huskies | 20 – 26 | Mikkeli Bouncers | Pullerin jalkapallokentä |

#### Anticipi 1
| Kouvola 25 luglio 2015, ore 12:00 | Kouvola Indians | 60 – 0 | Joensuu Wolves | Kuusankosken urheilupuisto |

#### Anticipi 2
| Helsinki 15 agosto 2015, ore 18:00 | Helsinki Wolverines | 48 – 16 | Raisio Oakladies | Brahen kenttä |

#### 9ª giornata
| Hyvinkää 22 agosto 2015, ore 13:00 | Hyvinkää Falcons | 0 – 6 | Hämeenlinna Huskies | Pertulan kenttä |

| Porvoo 23 agosto 2015, ore 12:00 | Porvoon Butchers | 20 – 46 | Mikkeli Bouncers | Porvoon Pallokenttä |

### Classifica
La classifica della regular season è la seguente:
- PCT = percentuale di vittorie, G = partite giocate, V = partite vinte,  P = partite perse, PF = punti fatti, PS = punti subiti

| Pos. | Squadra             | PCT  | G | V | N | P | PF  | PS  |
| ---- | ------------------- | ---- | - | - | - | - | --- | --- |
| 1    | Hämeenlinna Huskies | .875 | 8 | 7 | 0 | 1 | 244 | 66  |
| 2    | Kuopio Steelers     | .875 | 8 | 7 | 0 | 1 | 417 | 80  |
| 3    | Kouvola Indians     | .750 | 8 | 6 | 0 | 2 | 276 | 122 |
| 4    | Mikkeli Bouncers    | .750 | 8 | 6 | 0 | 2 | 266 | 111 |
| 5    | Porvoon Butchers    | .500 | 8 | 4 | 0 | 4 | 274 | 148 |
| 6    | Hyvinkää Falcons    | .375 | 8 | 3 | 0 | 5 | 192 | 156 |
| 7    | Helsinki Wolverines | .250 | 8 | 2 | 0 | 6 | 90  | 319 |
| 8    | Joensuu Wolves      | .125 | 8 | 1 | 0 | 7 | 36  | 439 |
| 9    | Raisio Oakladies    | .000 | 8 | 0 | 0 | 8 | 22  | 376 |

## Playoff

### Tabellone
|  | Semifinali | Semifinali          | Semifinali |                 |    | VII Finale Naisten I-divisioona | VII Finale Naisten I-divisioona | VII Finale Naisten I-divisioona |  |
|  |            |                     |            |                 |    |                                 |                                 |                                 |  |
|  | 1          | Hämeenlinna Huskies | 44         |                 |    |                                 |                                 |                                 |  |
|  | 1          | Hämeenlinna Huskies | 44         |                 |    |                                 |                                 |                                 |  |
|  | 4          | Mikkeli Bouncers    | 0          |                 |    |                                 |                                 |                                 |  |
|  | 4          | Mikkeli Bouncers    | 0          |                 | 1  | Hämeenlinna Huskies             | 28                              |                                 |  |
|  |            |                     |            |                 | 1  | Hämeenlinna Huskies             | 28                              |                                 |  |
|  |            |                     | 2          | Kuopio Steelers | 20 |                                 |                                 |                                 |  |
|  | 2          | Kuopio Steelers     | 2          | Kuopio Steelers | 20 | 44                              |                                 |                                 |  |
|  | 2          | Kuopio Steelers     |            |                 |    |                                 |                                 |                                 |  |
|  | 3          | Kouvola Indians     | 6          |                 |    |                                 |                                 |                                 |  |

### Semifinali
| Hämeenlinna 29 agosto 2015, ore 16:00 | Hämeenlinna Huskies | 44 – 0 | Mikkeli Bouncers | Pullerin jalkapallokentä |

| Kuopio 29 agosto 2015, ore 18:00 | Kuopio Steelers | 44 – 6 | Kouvola Indians | Väinölänniemen stadion |

### VII Finale Naisten I-divisioona
| 6 settembre 2015, ore 18:00 | Hämeenlinna Huskies | 28 – 20 | Kuopio Steelers |  |

## Verdetti
- Hämeenlinna Huskies Vincitrici della Naisten I-divisioona 2015